# Каразинью (микрорегион)
Каразинью (порт. Microrregião de Carazinho) — микрорегион в Бразилии, входит в штат Риу-Гранди-ду-Сул. Составная часть мезорегиона Северо-запад штата Риу-Гранди-ду-Сул. 
Население составляет 	159 953	 человека (на 2010 год). Площадь — 	4 932,895	 км². Плотность населения — 	32,43	 чел./км².

## Демография
Согласно сведениям, собранным в ходе переписи 2010 г. Национальным институтом географии и статистики (IBGE), население микрорегиона составляет:						
| Полное население                             | Полное население                             | Полное население                             | Полное население                             | 159 953 |
| -------------------------------------------- | -------------------------------------------- | -------------------------------------------- | -------------------------------------------- | ------- |
| в том числе:                                 | Городское население                          | 125 323                                      | Процент городского населения, %              | 78,35   |
|                                              | Сельское население                           | 34 630                                       | Процент сельского населения, %               | 21,65   |
|                                              | Мужское население                            | 77 770                                       | Процент мужского населения, %                | 48,62   |
|                                              | Женское население                            | 82 183                                       | Процент женского населения, %                | 51,38   |
| Плотность населения, чел/км²                 | Плотность населения, чел/км²                 | Плотность населения, чел/км²                 | Плотность населения, чел/км²                 | 32,43   |
| Население микрорегиона в % к населению штата | Население микрорегиона в % к населению штата | Население микрорегиона в % к населению штата | Население микрорегиона в % к населению штата | 1,50    |

## Статистика
- Валовой внутренний продукт на 2003 составляет 1 933 108 979,00 реалов (данные: Бразильский институт географии и статистики).
- Валовой внутренний продукт на душу населения на 2003 составляет 12 005,06 реалов (данные: Бразильский институт географии и статистики).
- Индекс развития человеческого потенциала на 2000 составляет 0,768 (данные: Программа развития ООН).

## Состав микрорегиона
В составе микрорегиона включены следующие муниципалитеты:
1. Алмиранти-Тамандаре-ду-Сул
2. Барра-Фунда
3. Боа-Виста-дас-Мисойнс
4. Каразинью
5. Серру-Гранди
6. Шапада
7. Кокейрус-ду-Сул
8. Жаботикаба
9. Лажеаду-ду-Бугри
10. Нова-Боа-Виста
11. Нову-Баррейру
12. Палмейра-дас-Мисойнс
13. Пиньял
14. Саграда-Фамилия
15. Санту-Антониу-ду-Планалту
16. Саранди
17. Сан-Жозе-дас-Мисойнс
18. Сан-Педру-дас-Мисойнс